# Piotr Krenitsyne
Piotr Kouzmitch Krenitsyne (en russe : Пётр Кузьмич Креницын), né en 1728 et mort noyé le 4 juillet 1770 dans le fleuve Kamtchatka, est un explorateur russe, capitaine dans la Marine impériale russe. 

## Biographie
À la suite de la tragique aventure de Vitus Bering en 1741, Krenitsyne est envoyé en 1768, avec Mikhaïl Levachov, par l'impératrice russe Catherine II pour explorer les parties nord de l'océan Pacifique et en particulier la zone autour du détroit de Béring. 
Krenitsyne, commandant du St. Catherine et Levashev, commandant du St. Paul, partent avec quatre navires. Ils arpentent la partie orientale de la chaîne d'îles des Aléoutiennes jusqu'à ce que le froid s'installe. Krenitsyne hiverne dans le détroit entre l'île Unimak et la péninsule d'Alaska. L'année suivante, après avoir repris leurs prospections, les deux navires passent l'hiver au Kamtchatka. Expédition mal organisée, elle se termine parla mort de plus de soixante hommes. 
Certaines caractéristiques géographiques de la côte de l'Alaska, comme Avatanak, Akutan et l'île de Tigalda ont été nommées par Krenitsyne dans les cartes qui ont ensuite été publiées.
Le 4 juillet 1770, Krenitsyne se noie dans le fleuve Kamtchatka et Levachov prend le commandement de la flotte expéditionnaire russe. Les îles Krenitzin et le plus haut volcan de l'île Onekotan ont été nommés par le capitaine Mikhaïl Tebenkov en l'honneur de Krenitsyne.